# Pietro Della Valle
Pietro Della Valle (Roma, 2 aprile 1586 – Roma, 21 aprile 1652) è stato uno scrittore, musicista, musicografo, musicologo, orientalista italiano.
Il suo viaggio in Oriente avvenuto tra il 1614 e il 1626 fornì agli europei molte nuove conoscenze sui paesi asiatici.

## Biografia

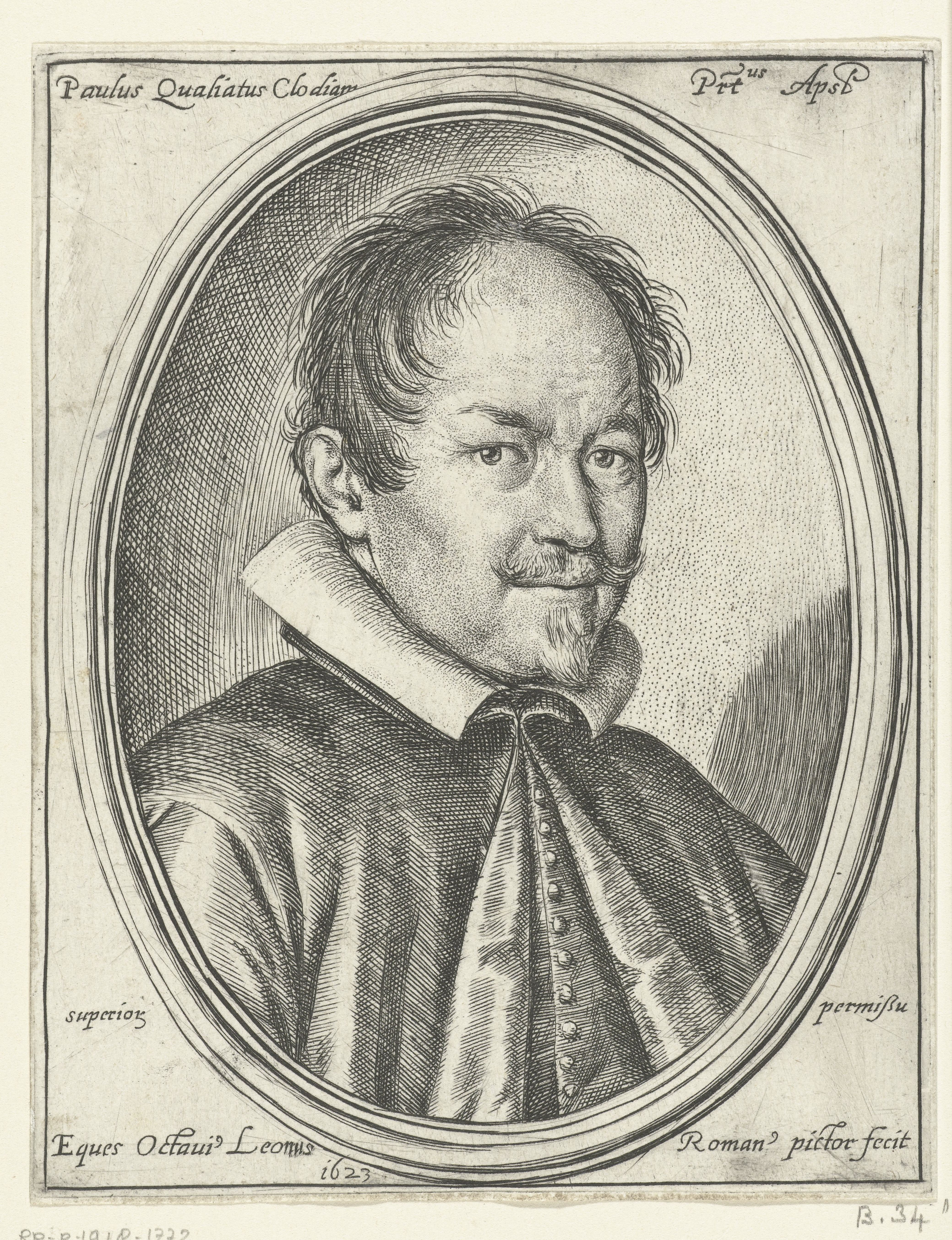
Ritratto di Paolo Quagliati (1623)

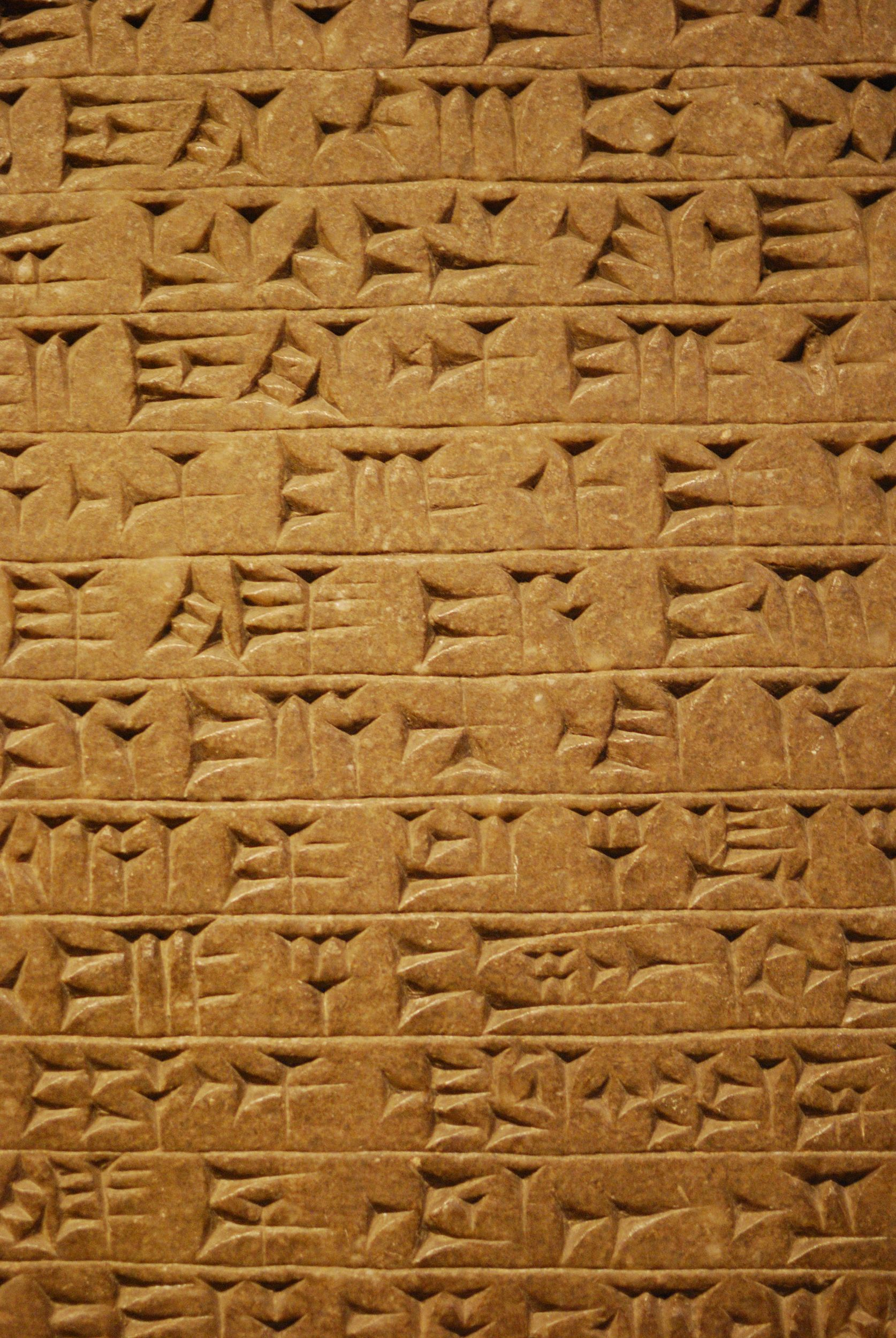
Esempio di scrittura cuneiforme

Appartenente a un'importante famiglia della nobiltà romana, compì studi letterari, giuridici e musicali. Carattere irrequieto, ma intelligente e versato nelle più disparate discipline, nel 1606 compose i versi per una piccola rappresentazione scenica in musica, intitolata Il carro di fedeltà d'amore, considerata il primo esempio romano di quel genere su argomento profano. La musica fu composta dal suo maestro di clavicembalo, Paolo Quagliati, e l'opera fu stampata a Roma da Robletti nel 1611 su istanza di un certo Oberto Fidati.
Nel 1611 combatté nella battaglia per l'occupazione delle isole Kerkennah, presso la costa tunisina.
In seguito a una delusione amorosa, a quanto egli stesso racconta, l'8 giugno 1614 partì da Venezia sul vascello da guerra il Gran Delfino per visitare i Luoghi santi. Passò per il porto di Zante, navigò a poca distanza dal Peloponneso e visitò un sito, del quale descrisse alcune rovine, considerato vicino alla città di Troia. Arrivò in seguito a Costantinopoli, dove si trattenne per più di un anno, quindi a Rodi e ad Alessandria. Per il ramo di Rosetta risalì il Nilo fino al Cairo e visitò le piramidi e la grande sfinge. Dal Cairò passò alla penisola del Sinai, poi da Suez si recò in Palestina, dove visitò Gerusalemme.
Continuando il viaggio attraverso il deserto e la Mesopotamia arrivò a Baghdad, dove nel 1616 sposò Sitti Maani, donna di fede cristiana nestoriana nata nella città di Mardin. e da lì in Persia, dove si trattenne a lungo, descrivendo le iscrizioni cuneiformi di Persepoli, i costumi dei persiani, la loro storia antica e recente. A Isfahan nell'osservare la piazza Naqsh-e jahàn affermò che per bellezza aveva persino eclissato Piazza Navona a Roma, sua città natale.
(Pietro Della Valle )
Da Bandar Abbas s'imbarcò per l'India, di cui visitò le coste fino a Calcutta, spingendosi anche verso l'interno nella regione del Gugerat. A Bagdad si sposò; quando la moglie morì ne fece mummificare il corpo che portò poi con sé a Roma. Inoltre un pittore lo seguiva nei suoi viaggi per ritrarne i luoghi. Nel viaggio di ritorno sostò nella penisola arabica, a Mascate, quindi attraversò il Golfo Persico giungendo ad Alessandretta, da dove infine si imbarcò per Siracusa e Napoli, ritrovandosi a Roma il 28 marzo 1626. Portò con sé un'importante collezione di manoscritti orientali (che avrebbe poi donato alla Biblioteca vaticana) oltre a reperti di varia natura, incluse alcune mummie egiziane.
Pietro Della Valle fu il primo europeo che abbia visitato le rovine delle tombe reali di Ur, la cui scoperta fu una delle più straordinarie ed emozionanti che si siano mai registrate negli annali dell'archeologia e che ci ha rivelato  una grande dama sumera, Shubad, partita per l'aldilà alla prima metà del terzo millennio a.C., accompagnata da fastosi tesori e da una corte di servitori sacrificati per il suo supremo viaggio.
Nel corso del suo viaggio sognò di far partecipare lo Scià di Persia ad un'alleanza con gli europei in funzione anti-turca. Narrò il suo viaggio in una serie di cinquantaquattro lettere all'amico Mario Schipano, che furono più volte ristampate, fino all'ultima edizione di Torino del 1843.
Aveva anche tenuto un diario di viaggio di cui è stata pubblicata l'edizione della parte relativa al soggiorno in Persia dal 1617 al 1623.
Fu autore di poesie e di scritti sulla musica. Trascrisse melodie e canti tradizionali da vari paesi che aveva visitato; progettò strumenti musicali (il violone panharmonico e il cembalo triharmonico) e si occupò di teoria musicale. Fu membro dell'Accademia degli Umoristi.
Sposò in prime nozze Sitti Maani, sposata a Baghdad e morta pochi anni dopo mentre Della Valle si recava verso Hormuz. Egli quindi si portò il cadavere della prima moglie nei cinque anni successivi per seppellirla a Roma nella cappella di famiglia di Santa Maria Coeli nel 1627. Si risposò con la georgiana Mariam Titatin di Ziba, da cui ebbe un figlio. 

## Risultati

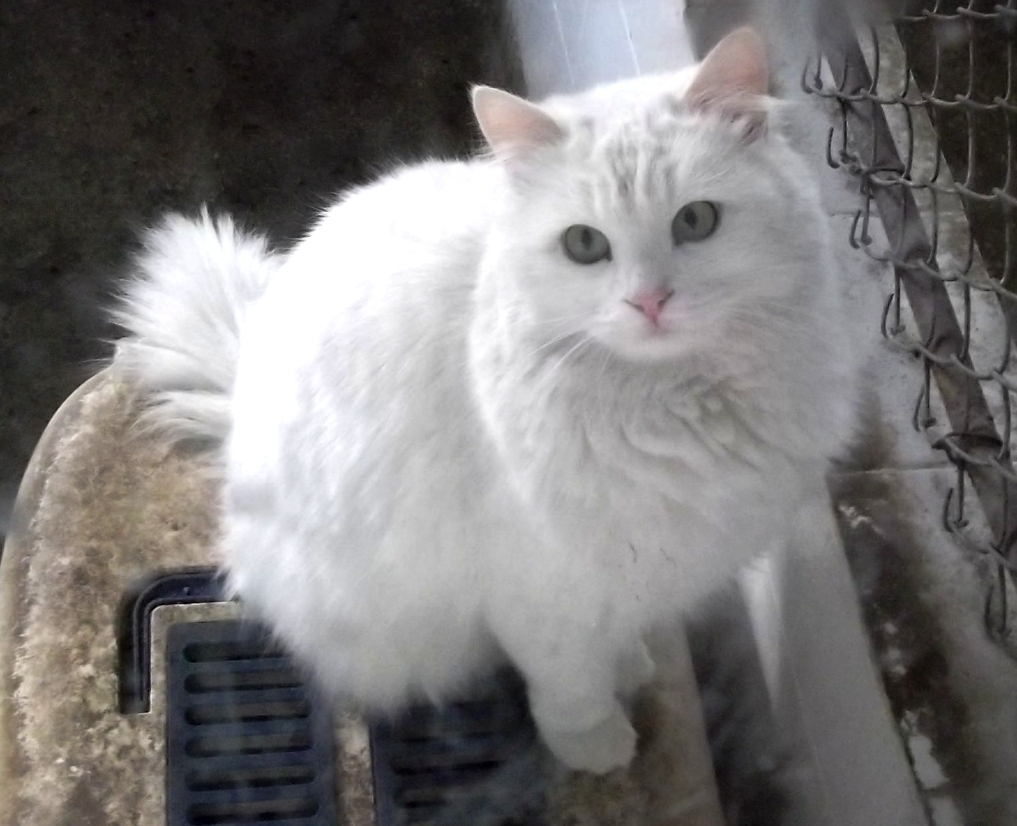
Un esemplare di Angora Turco

Profondo conoscitore delle lettere classiche, interessato alla storia e alla geografia, e non ignaro di cognizioni astronomiche, Pietro Della Valle introdusse in Europa diverse conoscenze e prodotti orientali. Fu ad esempio lui a portare in Europa i primi esemplari della razza di gatti attualmente detta Angora Turco e secondo alcuni autori avrebbe avuto un ruolo importante anche nell'immissione del caffè in Italia introducendolo nei salotti della sua città.
I suoi risultati principali riguardano l'antica storia mesopotamica, della quale, pur nell'ambito di un interesse che all'epoca non poteva che essere dilettantesco, introdusse le prime nozioni con una base archeologica. Fu infatti il primo europeo a notare e descrivere tavolette con scrittura cuneiforme. Oltre a descrivere e copiare nel resoconto del suo viaggio cinque dei segni trascritti in occasione della sua visita alle rovine di Persepoli, portò a Roma una tavoletta trovata a Ur.
Durante il suo viaggio in Egitto nel 1615, fu il primo europeo a ritrovare e descrivere i ritratti del Fayyum. Egli portò con sé in Europa alcune mummie, che ora sono conservate all'Albertinum di Dresda.
Nel 1616, Della Valle riconobbe i resti di Babilonia e li descrisse nei suoi scritti.

## Riconoscimenti
Una via di Roma è stata intitolata al suo nome nel rione Prati (Municipio I).

A Teheran, capitale dell'Iran, esiste una scuola italiana Pietro della Valle, chiamata così in onore dei viaggi dello scrittore in Persia.

## Opere
- Principali edizioni dei viaggi: P. Della Valle, Viaggi descritti in 54 lettere famigliari, Roma 1650-58, 4 voll.; Venezia 1661 e 1667; Roma 1658-63; Bologna 1672 e 1677, in 3 voll.; Venezia 1681; Torino 1843, 2 voll. Ci sono inoltre 4 traduzioni francesi, una olandese, una inglese e una tedesca.
- Il Carro di Fideltà d'amore, Robletti, Roma, 1611.
- La valle rinverdita (scritta in occasione della nascita del primo figlio nel 1629 e di cui si è perduta la musica).
- Discorso sulla musica dell'età nostra, 1640.